# Калинин, Сергей Иванович
Сергей Иванович Кали́нин (9 сентября [28 августа] 1896, Кострома, Костромская губерния — 5 марта 1971, Москва, Московская область) — советский актёр театра и кино, педагог. Заслуженный деятель искусств РСФСР (1948).

## Биография
Родился 9 сентября (28 августа) 1896 года в Костроме в бедной семье; старший брат был рабочим-революционером. С. И. Калинин окончил 3 класса школы и до 1915 года работал на табачной фабрике и «мальчиком» при магазине готового платья, пел в церковном хоре. В 1915—1917 годах служил в военном комиссариате. В 1919 году пошёл добровольцем на фронт. 
В 1920 году вернулся в Кострому и работал актёром в Театре студийных постановок. В 1927 году переехал в Москву и поступил сначала в Малый театр, а в 1928 году — в Московский Художественный театр (МХАТ). 
Кроме актёрской работы много преподавал. В 1935—1936 годах был педагогом-режиссёром в ТЮЗе, преподавал актёрское мастерство в ГИТИСе, а в 1935—1950 годах был педагогом-режиссёром в Московском театральном училище (ныне Высшее театральное училище имени М. С. Щепкина). В конце 1930-х годов был секретарём парторганизации театра, а во время войны обеспечивал эвакуацию МХАТа сначала в Саратов, а потом в Свердловск.
В 1952—1954 годах работал главным режиссёром Первого драматического театра ГСВГ. В 1959 году актёра отправили на пенсию, но он преподавал в Институте культуры[уточнить], работал режиссёром в народных театрах.
В кино дебютировал в 1926 году, но стал активно сниматься в основном как комедийный актёр, после ухода на пенсию. Его наиболее заметные роли: Корней Нефёдович («Сказание о земле Сибирской»), Уховертов («Ревизор»), дед Федосей («Хлеб и розы»), Калина («Русский лес»), Дед («Журавушка»).
Умер 5 марта 1971 года в Москве от рака лёгких. Урна с прахом захоронена в колумбарии Донского кладбища.

## Награды
- Заслуженный артист РСФСР (27 октября 1938);
- Заслуженный деятель искусств РСФСР (26 октября 1948);
- орден Трудового Красного Знамени (26 октября 1948)[2];
- медали.

## Творчество

### Роли в театре
- 1930 — «Воскресение», по одноимённому роману Л. Н. Толстого — Судебный пристав, позже Беззубый мужик, Старик и Артельщик
- 1930 — «Наша молодость» С. М. Карташова — Солдат[3]
- 1930 — «Взлёт» Ф. А. Ваграмова — Хасан
- 1931 — «Горячее сердце» А. Н. Островского — Силан
- 1932 — «Мёртвые души» по Н. В. Гоголю — Селифан
- 1936 — «Любовь Яровая» К. А. Тренёва — Чир
- 1937 — «Земля» Н. Е. Вирты — ?
- 1937 — «Анна Каренина» по Л. Н. Толстого — Капитоныч
- 193? — «На дне» М. Горького — Костылев
- 1942 — «Кремлёвские куранты» Н. Ф. Погодина — Красноармеец
- 1943 — «Русские люди» К. М. Симонова — Семёнов
- 194? — «Враги» М. Горького — Пологий
- 1948 — «Хлеб наш насущный» Н. Е. Вирты — Милашкин
- 1953 — «Лермонтов» Б. А. Лавренёва — Кушинников, жандармский полковник (Сцена 10-я. "Пятигорская ресторация")

### Фильмография
1. 1926 — П.К.П. («Пилсудский купил Петлюру») — Петренко
2. 1940 — Небеса — Прокофий Иванович
3. 1946 — Освобожденная земля — Коврыгин, председатель колхоза в Никольской
4. 1947 — Сказание о земле Сибирской — заведующий чайной Корней Нефёдович Заварин
5. 1952 — Ревизор — Степан Ильич Уховёртов, частный пристав
6. 1952 — Садко — боярин (нет в титрах)
7. 1954 — Эрнст Тельман — сын своего класса (нем. Ernst Thälmann - Sohn seiner Klasse; ГДР, ДЕФА) — советский капитан
8. 1955 — Сын — дядя Федя, сосед
9. 1958 — По ту сторону — Жуканов
10. 1958 — Сорока-воровка — управляющий
11. 1960 — Дом с мезонином — лакей Белокурова
12. 1960 — Мёртвые души — Селифан, кучер Чичикова
13. 1960 — Хлеб и розы — дед Федосей
14. 1960—1961 — Воскресение — артельщик, присяжный
15. 1961 — В начале века — Прокопий Никонович, купец
16. 1962 — Половодье — сторож
17. 1962 — Сейм выходит из берегов — сторож
18. 1963 — Русский лес — Калина
19. 1964 — Сумка, полная сердец — новый муж Авдотьи, эпизод
20. 1965 — Таёжный десант — старик с солеными арбузами (нет в титрах)
21. 1966 — Чужое имя — Рожков, рыбак, партизанский связной
22. 1967 — Весна поёт — Гурий
23. 1967 — Софья Перовская — Лукич, повар
24. 1968 — Братья Карамазовы — батюшка из Ильинского
25. 1968 — Журавушка — дед Маркелов
26. 1968 — Надпись на срубе — дед Вечора
27. 1969 — Адъютант его превосходительства — пассажир (нет в титрах)
28. 1969 — Только три ночи — эпизод